# Ali Hayipur
Ali Hayipur –en persa, علی حاجی‌پور– es un deportista iraní que compitió en taekwondo. Ganó una medalla de plata en los Juegos Asiáticos de 1986, y dos medallas de bronce en el Campeonato Asiático de Taekwondo en los años 1986 y 1988.

## Palmarés internacional
| Juegos Asiáticos    | Juegos Asiáticos     | Juegos Asiáticos  | Juegos Asiáticos |
| Año                 | Lugar                | Medalla           | Categoría        |
| ------------------- | -------------------- | ----------------- | ---------------- |
| 1986                | Seúl (Corea del Sur) | Medalla de plata  | –70 kg           |
| Campeonato Asiático |                      |                   |                  |
| Año                 | Lugar                | Medalla           | Categoría        |
| 1986                | Darwin (Australia)   | Medalla de bronce | –70 kg           |
| 1988                | Katmandú (Nepal)     | Medalla de bronce | –76 kg           |